# 灭里
灭里（?—?），元太宗窝阔台的第七子，母忽帖尼皇后。
灭里是阔端太子的同母弟，本人事迹不详。其子脱忽，《史集》中记载他有六子：秃满、秃干不花、秃干察儿、秃干、秃儿坚、忽特鲁赫托赫迷失。灭里的曾孙秃满被封为阳翟王。
《新元史/卷111 列傳第八》記載滅里子脫忽。脫忽子俺都剌。俺都剌有二子：愛牙赤，禿滿。
禿滿進所藏太宗玉璽，封爲陽翟王。禿滿子曲春。曲春子太平、帖木兒赤襲封陽翟王。帖木兒赤子阿魯輝帖木兒嗣陽翟王。
至正二十年，阿魯輝帖木兒脅漠北諸王叛亂。元惠宗令阿魯輝帖木兒之弟忽都帖木兒從軍，大敗其衆。惠宗賜死阿魯輝帖木兒，以忽都帖木兒襲封陽翟王。

## 资料来源
- 《元史·宗室世系表》
- 《新元史》